# Erythranthe androsacea
Erythranthe androsacea är en gyckelblomsväxtart som först beskrevs av Mary Katherine Curran och Edward Lee Greene, och fick sitt nu gällande namn av N.S.Fraga. Erythranthe androsacea ingår i släktet Erythranthe och familjen gyckelblomsväxter. Inga underarter finns listade i Catalogue of Life.